# Arthur Penrhyn Stanley
Arthur Penrhyn Stanley, FRS (Cheshire, 13 de diciembre de 1815-Londres, 18 de julio de 1881), conocido como Deán Stanley, fue un clérigo y académico inglés, deán de Westminster entre 1864 y 1881. Hijo de Edward Stanley, Obispo de Norwich, nació en Alderley Edge en Cheshire. Su segundo nombre 'Penrhyn' sugiere que era de linaje galés. Fue hermano de Owen Stanley y Mary Stanley. Fue educado en la Rugby School por Thomas Arnold e ingresó al Balliol College en 1834. Tras ganar la Beca Irlanda y el Premio Newdigate por su poema en inglés The Gypsies, fue elegido miembro del University College en 1839 y ese mismo año tomó órdenes sagradas. En 1840 viajó por Grecia e Italia, y a su regreso se estableció en Oxford. Allí fue tutor de su universidad y un elemento influyente en la vida universitaria durante diez años.

## Últimos años
Perdió a su esposa en la primavera de 1876, un golpe del que nunca se recuperó por completo. En 1878 se interesó por una gira por América, y en el otoño siguiente visitó por última vez el norte de Italia y Venecia. En la primavera de 1881 predicó sermones funerarios en la abadía sobre Thomas Carlyle y Benjamin Disraeli , concluyendo con este último una serie de sermones predicados en ocasiones públicas. En el verano estaba preparando un documento sobre la Confesión de Westminster y predicando en la abadía un curso de conferencias los sábados sobre las Bienaventuranzas. Murió en el Decanato el 18 de julio de 1881. Fue enterrado en la capilla de Enrique VII de Inglaterra, en la misma tumba que su esposa.

## Legado

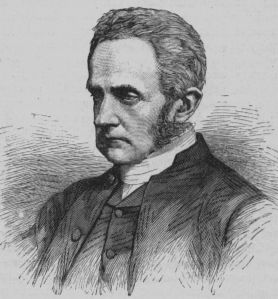
Retrato de perfil de Arthur Penrhyn Stanley

Stanley fue el principal teólogo liberal de su tiempo en Inglaterra. Sus escritos revelan sus puntos de vista, objetivos y aspiraciones especiales. Consideró la época en la que vivió como un período de transición, seguido de un "eclipse de fe" o de un "renacimiento del cristianismo en un aspecto más amplio", un "cristianismo católico, integral y abarcador" que "aún podría vencer al mundo". Él creía que la Iglesia cristiana todavía no había presentado "su aspecto final o más perfecto al mundo"; que "la creencia de cada época sucesiva de la cristiandad, de hecho, variaba enormemente de la creencia de su predecesor"; que "todas las confesiones y documentos similares son, si se toman como expresiones finales de la verdad absoluta, engañosas"; y que "todavía quedaba,Órdenes episcopales o presbiterianas , o que se refieren solo a las formas externas o ceremonias de la religión, o con la autoría o edad de los libros del Antiguo Testamento .

## Obra
Era incansable en el trabajo literario, y, aunque esto consistía en gran parte de artículos ocasionales, conferencias, artículos en reseñas, discursos y sermones, incluía un tercer volumen de su Historia de la Iglesia Judía , un volumen sobre la Iglesia de Escocia , otro de los discursos y sermones predicados en Estados Unidos , "Ensayos principalmente sobre cuestiones de la Iglesia y el Estado desde 1850 hasta 1870 (1870) e Instituciones cristianas: ensayos sobre temas eclesiásticos(1881), las dos últimas colecciones que algunos considerarían aún hoy muy relevantes. 
- La vida del doctor Arnold (1844).
- Sermones y ensayos sobre la era apostólica (1847).
- Memoria de su padre (1851).
- Comentario sobre las epístolas a los corintios (1855).
- Monumentos históricos de Canterbury (1855).
- Sinaí y Palestina en conexión con su historia . 1856. 2ª ed. Londres: John Murray, 1875.
- Historia de la Iglesia oriental (1861).
- Historia de la Iglesia judía (3 vols, 1863, 1865, 1870).
- Monumentos históricos de la abadía de Westminster . Londres: John Murray, 1870. (Filadelfia, Pensilvania, 1899).
- Ensayos sobre Iglesia y Estado (1870).
- La iglesia de Escocia (1870).
- Discursos y sermones predicados en América (1870).
- Ensayos principalmente sobre cuestiones de la Iglesia y el Estado desde 1850 hasta 1870 (1870).
- Instituciones cristianas: ensayos sobre temas eclesiásticos (1881).

Las obras recopiladas de Dean Stanley ocupan 32 volúmenes encuadernados.